# TG Viktoria Augsburg
TG Viktoria Augsburg is een Duitse sportclub uit Augsburg met afdelingen in atletiek, basketbal, fitness, handbal, voetbal, vuistbal en zwemmen. De club is het meest bekend voor zijn volleybalafdeling. De dames werden in 1985 landskampioen en wonnen dat jaar ook de beker. 

## Voetbal
De club werd opgericht als FC Viktoria Augsburg en in 1921/22 speelde de club in de hoogste klasse van de Beierse competitie. De club werd vierde op acht clubs maar degradeerde doordat de competitie werd teruggebracht van vier reeksen naar twee reeksen. In 1947 speelde de club in de Amateurliga Bayern, toen de tweede klasse onder de Oberliga Süd, na één seizoen degradeerde de club. De club zonk hierna weg in de anonimiteit van de laagste reeksen. 

## Volleybal
Onder leiding van trainer Peter Götz won het dameselftal in 1984/85 de titel, de beker en ook nog eens de CEV Cup, de derde hoogste Europese competitie. De club kon hierna deze successen niet meer evenaren.